# Белочь
Белочь — деревня в Дмитровском районе Орловской области. Входит в состав Друженского сельского поселения.

## География
Деревня расположена в пересечённой местности на берегах речки Ветсошки и склонах окрестных холмов. Восточнее населённого пункта, у деревни Дудинки, Ветсошка впадает в Неруссу. Недалеко от устья, юго-восточнее Белочи — урочище Старая Деревня. Севернее Дудинки и северо-восточнее Белочи, в низменной долине Неруссы — урочище Узлив. К северу, к югу и к западу рельеф повышается. Севернее деревни Белочь, за урочищем Дубровский (или Дуброва), раскинулось село Обратеево, в районе которого берёт своё начало Нерусса. Южнее, за холмами — посёлок Крыловский и, чуть далее, деревня Дружно, центр сельского поселения. На западе за холмами — долина реки Малая Локна, где находятся деревня Пальцево, село Волконск, деревня Поповка, посёлок Андрияновский и другие населённые пункты. Окрестности Белочи умеренно лесистые, растительность отмечена преимущественно в долинах рек и в оврагах. Крупный лесной массив (Данилова Дача; сосна, дуб) расположен на юго-востоке, за Неруссой.

## История
На Специальной карте Европейской России И. А. Стрельбицкого, составленной в 1865—1871 годах (лист 45, 1869 год), «Бҍлоча» была обозначена как селение Дмитровского уезда Орловской губернии размером в 20-30 дворов. Переиздания этой карты 1902 и 1921 годов дают те же данные.
В 1926 году в деревне было 111 хозяйств (в т.ч. 109 крестьянского типа), проживало 573 человека (271 мужского пола и 302 женского), действовала школа 1-й ступени. В то время Белочь входила в состав Друженского сельсовета Волконской волости Дмитровского уезда. С 1928 года в составе Дмитровского района.
В 1937 году в Белочи было 105 дворов. В годы Великой Отечественной войны деревня была оккупирована немецкими войсками с начала октября 1941 года (неудачная для Красной армии оборонительная Орловско-Брянская операция) по середину августа 1943 года. Белочь была освобождена 14 августа 1943 года в ходе Орловской наступательной операции силами 196-го отдельного сапёрного батальона 81-й стрелковой дивизии 70-й армии Центрального фронта.
В 1987 году в деревне проживало около 100 человек, действовала молочно-товарная ферма.

## Население
| 1866 | 1897 | 1926 | 1979 | 2002 | 2010 |
| ---- | ---- | ---- | ---- | ---- | ---- |
| 415  | ↗568 | ↗573 | ↘105 | ↘101 | ↘30  |

Численность населения деревни составляет 30 человек по состоянию на 2010 год.
По данным переписи 2002 года, в деревне проживал 101 человек (47 мужчин, 54 женщины), 95 % населения составляли русские.

## Инфраструктура
В деревне имеются централизованная система водоснабжения, центральная канализация, газ.